# Im Sturm der Zeit
Im Sturm der Zeit (englischer Originaltitel: I Want You) ist ein Film von 1951 unter der Regie von Mark Robson, der in Amerika während des Koreakrieges spielt. Gordon E. Sawyer wurde für den Oscar für den besten Ton nominiert.

## Handlung
Im Frühsommer 1950 ist Martin Greer Ingenieur in einer kleinen Baufirma, Greer and Sons, und arbeitet mit seinem Vater zusammen. Er war während des Zweiten Weltkriegs vier Jahre lang Kampfingenieur in der Armee und hat mit seiner Frau Nancy zwei kleine Kinder. Der Angestellte George Kress bittet Martin, ein Schreiben an das Selective Service System zu verfassen, in dem er erklärt, dass sein Sohn George Jr. für das Unternehmen unentbehrlich und daher von der Wehrpflicht befreit sei. Martin lehnt widerwillig ab, und George Jr. tritt zu Beginn des Koreakriegs in die Armee ein.
Martins jüngerer Bruder Jack ist in die College-Studentin Carrie Turner verliebt, die Tochter eines Richters, der in der örtlichen Einberufungskommission sitzt. Trotz eines Tricks mit dem Knie, durch den er schon einmal zurückgestellt wurde, wird er eingezogen. Jack vermutet, dass ihr Vater, der glaubt, dass seine Tochter es besser kann, der Grund dafür ist. Jacks und Martins Mutter, die im letzten Krieg einen Sohn verloren hat, bittet Martin, einen gleichen Brief für seinen Bruder zu schreiben; er denkt ernsthaft darüber nach, tut es aber nicht, und Nancy kritisiert Jack für seine Weigerung zu dienen. Jack tritt in die Armee ein, wo er George Jr. kurz sieht, bevor dieser nach Korea geht.
George Jr. wird als vermisst gemeldet, obwohl sein Schicksal nicht bekannt gegeben wird, und sein Vater gibt Martin im Suff die Schuld. Harvey Landrum, Martins Kommandeur im Zweiten Weltkrieg, meldet sich wieder und bittet Martin, sich ihm anzuschließen, da Ingenieure, die sich mit dem Bau von Landebahnen auskennen, rar sind. Er lehnt zunächst ab, willigt dann aber trotz der Einwände seiner Frau ein, da er für eine Freistellung in Frage kommt. Jack und Carrie heiraten während eines Fronturlaubs, bevor auch er nach Übersee geht.

## Kritiken
Der Filmdienst urteilte, der Film sei ein „[d]ramatisches Zeitbild mit den Ressentiments des Kalten Kriegs und gedämpftem, aber deutlichem Patriotismus“.